# جون ريتشي (سياسي)
جون ريتشي هو قاضي ومحامي وضابط وسياسي أمريكي، ولد في 12 أغسطس 1831 في فريدريك في الولايات المتحدة، وتوفي بنفس المكان في 27 أكتوبر 1887. نشط حزبياً في الحزب الديمقراطي. وقد انتخب عضو مجلس النواب الأمريكي ‏.